# Bling-Bang-Bang-Born
Bling-Bang-Bang-Born ist ein Lied des japanischen Hip-Hop-Duos Creepy Nuts, das am 7. Januar 2024 auf digitaler Ebene bei Sony Music Associated Records veröffentlicht wurde. Eine physische Veröffentlichung als Doppel-A-Seite mit dem Lied Nidone ist für den 20. März gleichen Jahres geplant.
Das Lied ist in der Vorspannsequenz der zweiten Staffel der Anime-Fernsehserie Mashle: Magic and Muscles zu hören. Ein Teil dieser Sequenz, in welcher der Protagonist Mash Burndead Tanzbewegungen durchführt, avancierte in den sozialen Medien in Japan zu einem viralen Hit und inspirierte zu einer Internet-Challenge.
Das Lied erreichte Platz eins in den Billboard Japan Hot 100 und erreichte internationale Chartplatzierungen.

## Hintergrund und Veröffentlichung
Am 11. November 2023 wurde angekündigt, dass Creepy Nuts mit ihrem Lied Bling-Bang-Bang-Born in der Vorspannsequenz zur zweiten Staffel der Anime-Produktion Mashle: Magic and Muscles – untertitel als The Divine Visionary Candidate Exam (マッシュル-MASHLE- 神覚者候補選抜試験編 Mashle: Shinkakusha Kōho Senbatsu Shiken-hen) – zu hören sein werde.
Das Lied wurde am 7. Januar 2024 auf digitaler Ebene als Musikdownload und im Musikstream veröffentlicht. Eine Tonträgerveröffentlichung als Doppel-A-Seite mit dem Lied Nidone erfolgt am 20. März gleichen Jahres. Das offizielle Musikvideo wurde am 3. März 2024 auf YouTube veröffentlicht.

## Komposition und Liedtext
Komponiert und produziert wurde das Lied von DJ Matsunaga, während R-Shitei den Liedtext schrieb. Die Haupttonart des Liedes ist Fis-Moll. Das Stück weist ein Tempo von 157 BpM auf und die Taktart ist ein 4⁄4-Takt. Musikalisch wird das Lied im Hip-Hop und im J-Pop verortet. Beschrieben wurde Bling-Bang-Bang-Born überdies als Jersey-Club-Track.
Der Liedtext beschreibt den Protagonisten der Mangaserie Mashle, Mash Burndead, ein Jugendlicher der ohne magische Fähigkeiten in einer Welt voller Magie geboren wird und lediglich mit seiner puren Musikelkraft gegen eine böse Organisation kämpft. Der Liedtext ist zweisprachig in Japanisch und Englisch gehalten.

## Internet-Challenge

BBBB-Tanz

Ein kurzer Abschnitt der Vorspannsequenz des Anime, in welcher der Protagonist der Serie tanzähnliche Bewegungen durchführt, inspirierte zu der so genannten Bling-Bang-Bang-Born, kurz BBBB-Tanzchallenge. In dieser Challenge werden die in der Sequenz gezeigten Bewegungen imitiert, ein Video davon aufgenommen und in den sozialen Medien veröffentlicht. Die Challenge geht auf das Hip-Hop-Duo Creepy Nuts, dem Interpreten des Liedes zurück, welche besagte Sequenz aus dem Vorspannvideo schnitten und diese auf TikTok und YouTube veröffentlichten. Bereits wenige Wochen nach der Veröffentlichung des Liedes und der Videosequenz wurden 45,000 Videos im Rahmen der Challenge hochgeladen. Das Lied Idol, welches im Vorjahr zu einem viralen Hit wurde, generierte im gleichen Zeitraum etwa 60.000 Videos.
Die offiziellen Internetprofile von Aniplex und der Anime-Adaption Mashle unterstützten die Verbreitung der Challenge im Internet durch das Teilen des dazugehörigen Hashtags #BBBBDance (BBBBダンス). Auf TikTok wurden die unter dem Hashtag veröffentlichten Videos mehr 16 Millionen Mal aufgerufen, während veröffentlichte Videos unter dem Hashtag #Blingbangbangborn mehr als 100 Millionen Aufrufe erhielten.

## Chartplatzierungen

### In Japan
In Japan erreichte das Lied mit Platz eins seine Höchstposition in den Hot-Animation-Charts und den Japan Hot 100, die von Billboard Japan veröffentlicht werden. In den Japan Hot 100 belegte Bling-Bang-Bang-Born zwischen dem 5. Februar 2024 und dem 29. April gleichen Jahres dreizehn Wochen lang ununterbrochen die Spitzenposition, ehe das Werk durch das Lied Masterplan der Boygroup Be:First in der Woche zum 6. Mai 2024 an der Chartspitze abgelöst wurde. Im Anschluss konnte das Lied erneut den ersten Platz erreichen und verblieb an dieser Position mit einer weiteren Unterbrechung insgesamt 17 Wochen.
In den offiziellen Oricon-Singlecharts war das Lied erst mit der Tonträgerveröffentlichung im März einstiegsberechtigt. Stattdessen stieg das Lied zunächst auf Platz eins der Streamingcharts und der kombinierten Singlecharts ein. In der Chartwoche des 1. April 2024 erreichte das Lied Platz sechs der heimischen Singlecharts.
In mehreren Halbjahrescharts von Billboard Japan erreichte das Lied den ersten Platz.

### Global
In den Global-Charts, welche die erfolgreichsten japanischsprachigen Lieder in verschiedenen Staaten der Welt auswertet, erreichte das Lied Platz eins in sieben Ländern, darunter in Frankreich, im Vereinigten Königreich und in den Vereinigten Staaten. In den Billboard Global 200 erreichte Bling-Bang-Bang-Born in der Woche des 23. März 2024 mit Platz acht seine Höchstposition.
In Südkorea stieg das Stück zunächst auf Platz 148 der Circle-Downloadcharts ein und erreichte Ende März 2024 Platz 188 der offiziellen koreanischen Singlecharts. Weitere Notierungen erreichte das Lied in den Hot-Singles-Charts in Neuseeland und den Regionalcharts in Singapur. Das Lied erreichte mit Platz 44 seine Höchstposition in den deutschen Single-Downloadcharts. In Frankreich gelang der Einstieg in den offiziellen Singlecharts, wo es in der Woche des 18. Januar 2024 auf Platz 173 geführt wurde.
Im Zuge der Internet-Challenge gewann das Lied auch außerhalb Japans an Popularität, sodass es in den globalen Spotify-Charts positionieren konnte. Auch in den iTunes-Hip-Hop-Charts in Taiwan und in der Tschechischen Republik konnte das Stück zwischenzeitlich Einstiege notieren.

### Platzierungen in den Jahrescharts
In den Jahrescharts der Billboard Japan Hot 100 belegte Bling-Bang-Bang-Born zum Ende des Jahres 2024 den ersten Platz. Das Lied hatte über das Jahr 2024 hinweg 19 Wochen die Spitzenposition der Japan Hot 100 innegehabt.

## Auszeichnungen

### Für Musikverkäufe
In Japan erhielt das Lied im Februar 2024 von der RIAJ eine Platin-Schallplatte im Streaming-Segment. Des Weiteren erreichte das Lied für 250.000 zertifizierte Musikdownloads in Japan eine Platin-Schallplatte von der RIAJ.
| Land/Region  | Auszeichnungen für Musikverkäufe (Land/Region, Auszeichnung, Verkäufe) | Verkäufe |
| ------------ | ---------------------------------------------------------------------- | -------- |
| Japan (RIAJ) | —                                                                      | 24.300   |
| Insgesamt    | —                                                                      | 24.300   |

| Land/Region               | Auszeichnungen für Musikverkäufe (Land/Region, Auszeichnung, Verkäufe) | Verkäufe |
| ------------------------- | ---------------------------------------------------------------------- | -------- |
| Japan (RIAJ)              | Platin                                                                 | 250.000  |
| Mexiko (AMPROFON)         | Gold                                                                   | 70.000   |
| Polen (ZPAV)              | Gold                                                                   | 25.000   |
| Vereinigte Staaten (RIAA) | Gold                                                                   | 500.000  |
| Insgesamt                 | 3× Gold · 1× Platin ·                                                  | 845.000  |

| Land/Region  | Auszeichnungen für Musikverkäufe (Land/Region, Auszeichnung, Verkäufe) | Verkäufe    |
| ------------ | ---------------------------------------------------------------------- | ----------- |
| Japan (RIAJ) | Diamant                                                                | 500.000.000 |
| Insgesamt    | 1× Diamant ·                                                           | 500.000.000 |

### Musikpreise
Das Lied wurde im Rahmen des Anime Grand Prix auf Platz 7 in der Kategorie Best Anime Song gewählt. Bei den Anime Trending Awards der Anime-Plattform Anitrendz.net erhielt Bling-Bang-Bang-Born eine Nominierung in der Kategorie Vorspanntitel des Jahres. Bei den MTV Video Music Awards Japan wurde das Lied im Februar 2025 in der Kategorie Song of the Year ausgezeichnet. Außerdem erhielt das Lied Nominierungen in den Kategorien Bester musikalischer Vorspann und Bester Anime-Song bei den Crunchyroll Anime Awards. Im April 2025 wurden die Nominierungen für die Music Awards Japan, die im Mai 2025 erstmals vergeben werden, bekanntgegeben. Das Lied erhielt dabei dreizehn Nominierungen, darunter in der Hauptkategorie Song of the Year. Zudem erhielt das Lied den Silberpreis bei JASRAC Awards für die zweithöchsten erwirtschafteten Lizenzeinnahmen innerhalb eines Fiskaljahres.